# Dennis Poore
Roger Dennistoun "Dennis" Poore, född 19 augusti 1916 i Paddington, London, död 12 februari 1987 i Kensington, var en brittisk racerförare och entreprenör. 

## Racingkarriär
Poore började tävla i bilsport i slutet av 1930-talet. Under andra världskriget tjänstgjorde han i Royal Air Force. Efter kriget köpte Poore en Alfa Romeo Tipo C och med den blev han brittisk mästare i backe 1950. Samma år startade han motormagasinet Autosport.
Poore körde två formel 1-lopp för Connaught Engineering 1952. Han körde även sportvagnsracing med Aston Martin.

## Företagsledare
I mitten av 1950-talet tog Poore över ledningen av familjens företag Manganese Bronze Holdings PLC. Han sålde av den ursprungliga verksamheten för tillverkning av fartygspropellrar och satsade pengarna i ett försök att rädda den brittiska motorcykelindustrin. Genom köpet av BSA kom Manganese Bronze Holdings även att äga karosstillverkaren Carbodies, som byggde den klassiska Londontaxin. Sedan den brittiska mc-tillverkningen dött sotdöden fortsatte företaget under Poores ledning att tillverka taxibilar och fordonskomponenter. 

## F1-karriär
| Säsong | Stall/Tillverkare     | Poäng | Placering |
| ------ | --------------------- | ----- | --------- |
| 1952   | Connaught Engineering | 3     | 13        |